# De Erfgenaam (boek)
De Erfgenaam (Engelse titel: Sycamore Row) is een in 2013 verschenen legal thriller van de Amerikaanse schrijver John Grisham. Het verhaal is in zekere zin een vervolg op De jury met dezelfde hoofdpersoon: de advocaat Jake Brigance. De setting is opnieuw het fictieve stadje Clanton, waarbij ook andere personages uit Grishams romans voorkomen, zoals Rufus Buckley, rechter Attlee, Rex Vonner en Lucien Wilbanks.

## Plot
Drie jaar na Brigance's overwinning in de Hailey-zaak, hangt de oude aan terminale longkanker lijdende Seth Hubbard zichzelf aan een plataan op. Vlak daarvoor heeft hij een holografisch testament opgesteld, waarin hij zijn kinderen onterft. 90% van de nalatenschap gaat naar zijn zwarte huishoudster, Lettie Lang. Verder gaat 5% naar de kerk en 5% naar zijn verdwenen broer Ancil. Jake Brigance wordt aangesteld als advocaat van de nalatenschap. Brigance kan dit goed gebruiken: door het afbranden van zijn huis zit hij financieel aan de grond aangezien hij slechts $ 900 voor zijn overwinning betaald kreeg en in de clinch ligt met de verzekeraar van zijn afgebrande huis. Zijn oude tegenstander Rufus Buckley is er weinig beter aan toe: hij heeft de verkiezingen verloren en is niet langer OvJ maar een advocaat die onbetekenende zaakjes doet.
Seth Hubbard blijkt de afgelopen 10 jaar na een echtscheiding waarbij hij financieel was uitgekleed, verbazend succesvol in de houthandel te zijn geweest, waarmee hij een netto vermogen van 21 miljoen dollar bij elkaar had verdiend. Het nieuwe testament slaat dan ook in als een bom bij de onterfde kinderen Herschel en Ramona, die meteen het testament aanvechten. Ze vallen het testament aan op grond dat hun vader door de zware medicijnen handelingsonbekwaam was en dat Lettie hem zodanig had beïnvloed dat ze in zijn testament werd opgenomen. Het testament is zeer controversieel: niet alleen omdat de kinderen als bloedverwanten worden onterfd, maar ook dat het leeuwendeel naar een huishoudster gaat die de laatste maanden de enige was met wie de terminaal zieke Seth veel contact had. Bovendien zullen de successierechten door het gebrek aan vermogensplanning meer dan de helft bedragen, terwijl met vermogensplanning miljoenen zouden zijn bespaard.
Lettie is een nederige vrouw en volledig overdonderd, en haar huis wordt overspoeld door klaplopende familieleden en mensen die beweren dat te zijn. Ze is getrouwd met Simeon, een lanterfantende alcoholist die haar mishandelt maar gelukkig veel van huis is. Uiteraard is hij van plan een modelechtgenoot te zijn als hij van de erfenis hoort, maar dit houdt hij niet lang vol. Ook weet hij Lettie zover te krijgen dat ze Booker Sistrunk inhuurt, een luidruchtige zwarte advocaat  uit Memphis die alles opblaast tot een rassendiscriminatiekwestie. Jake voorziet dat deze in Memphis zeer succesvolle tactiek in Clanton averechts zal werken en de jury tegen Lettie in het harnas zal jagen. Bovendien gebruikt Sistrunk Rufus Buckley als lokale advocaat, en Buckley grijpt de kans op wraak jegens Jake met beide handen aan. Sistrunk will Jake van de zaak halen en de zaak naar een andere county met meer zwarten verplaatsen, maar Atlee ziet dit als een persoonlijke belediging en steekt hier een stokje voor.
Aan de kant van de kinderen Hubbard trekt uiteindelijk Ramona's advocaat Wade Lanier aan het langste eind, en weet ook haar broer Herschel als klant te krijgen, die ziet dat Lanier veel capabeler is dan zijn eigen snobistische advocaat Stillman Rush. Sistrunk en Buckley proberen een agressieve aanpak maar worden door rechter Attlee hard terechtgewezen en zelfs gedetineerd wegens minachting van het hof. Simeon brengt Lettie's reputatie en zaak nog meer schade toe door in een dronken bui een dodelijk verkeersongeluk te veroorzaken. Met behulp van haar dochter Portia weet Jake Lettie over te halen van Simeon te scheiden en Booker Sistrunk te ontslaan.
Tijdens de deposities van Ramona en Herschel blijkt dat geen van beiden een hechte band met Seth had. Jake prikt vrij makkelijk door hun pogingen heen te doen alsof dit wel zo was en beide kinderen maken zich belachelijk bij de jury. Wade Lanier presenteert echter twee getuigen die Letties geloofwaardigheid danig onderuit halen waarmee wordt gesuggereerd dat ze Seth inderdaad had beïnvloed. Uit het verhaal van de een blijkt dat Lettie al eerder in het testament van een oudere vrouw was gezet en hiervoor door haar kinderen ontslagen; de ander is een zwarte vrouw die min of meer door Seth geprest was tot een seksuele relatie (hiermee de suggestie wekkend dat Seth en Lettie ook een seksuele relatie hadden waarmee Lettie Seth had kunnen beïnvloeden). Lettie verklaart nadien tegen Jake dat ze niet eens wist dat ze bij de oudere vrouw in het testament was opgenomen, en dat haar relatie met Seth volledig professioneel was), maar de schade is al aangericht.
Broer Ancil wordt uiteindelijk toch in Alaska gevonden en uit zijn opgenomen verklaring blijkt Seth Hubbards ware drijfveer. Letties biologische familie had in de Reconstruction een stuk land naast dat van de Hubbards verworven. Seths vader Cleon was een bruut die Seth, Ancil en hun moeder sloeg. Hij was bovendien een racist die het idee dat een zwarte land bezat belachelijk vond, vooral als dat ook nog eens vlak naast het zijne was gelegen. Seth en Cleon haatten hun vader en speelden echter wel eens met de zwarte buurkinderen, hoewel dit van hun vader volstrekt niet mocht. Lettie's familie was in 1930 met grof geweld door Cleon Hubbard en een bende racistische medestanders van hun land gejaagd, waarbij Letties opa was gelyncht door hem op te hangen. De familie werd met bruut geweld verjaagd waarbij Seth en Ancils speelkameraadje verdronk. Seth had Lettie opzettelijk opgespoord en in dienst genomen. Zelfs de plataan waar hij zich aan verhing was symbolisch gekozen: het was de boom waaraan Letties grootvader was ophangen. Daarbij was het land van Lettie's familie een van de weinige bezittingen die Seth na zijn scheiding had behouden en had beleend voor zijn houthandel; zijn succes was derhalve mede aan dit land te danken. Seth wilde derhalve dit onrecht enigszins goedmaken en het was duidelijk dat hij niet beïnvloed was en precies wist wat hij deed, hier kwam uiteraard bij dat hij volledig van zijn kinderen vervreemd was, over zijn ex-vrouwen maar te zwijgen. Na dit bewijs stemt de jury volledig in het voordeel van het testament. Herschel en Ramona zijn gebroken: niet alleen zijn ze het geld kwijtgeraakt maar ook is de familienaam door Cleon Hubbards racistische misdaad bezoedeld.
Rechter Reuben Atlee beseft echter dat het beroep zich nog jaren voort kan slepen en weet uiteindelijk een oplossing te presenteren waarin zowel Lettie Lang en haar familie, Ancil Hubbard als de kinderen Hubbard zich in kunnen vinden. Het boek eindigt met Ancil die voor het eerst sinds jaren terugkeert in Clanton en kennismaakt met Jake Brigance, Lettie en haar familie, en zijn neef Herschel.